# Mandaue
Mandaue, gọi chính thức là Thành phố Mandaue (tiếng Cebu: Dakbayan sa Mandaue; tiếng Filipino: Lungsod ng Mandaue) là một "thành phố đô thị hoá cao độ" thuộc vùng Trung Visayas,Philippines. Đây là một trong ba thành phố đô thị hoá cao độ trên nhóm đảo Cebu và tạo thành vùng đô thị Cebu. Thành phố Mandaue nằm trên bờ biển phía đông của đảo Cebu, bờ biển phía tây nam của thành phố nằm đối diện với đảo Mactan. Mandaue được nối với đảo Mactan qua hai cầu là cầu Mactan-Mandaue và cầu Marcelo Fernan, và phía nam và phía tây giáp với tỉnh lị là thành phố Cebu. Theo điều tra nhân khẩu năm 2015, dân số thành phố là 362.654 người. Thành phố Mandaue độc lập về mặt pháp lý, không chịu sự giám sát của chính quyền tỉnh Cebu.
Nhiều công ty xuất khẩu của khu vực Cebu nằm tại Mandaue. Thành phố được mệnh danh là trung tâm công nghiệp của Trung Visayas, có khoảng 10.000 doanh nghiệp công thương nghiệp, khiến nó trở thành một "thành phố nhỏ giàu có" trong nước. Thành phố có trụ sở của một số công ty lớn tầm cỡ thế giới như San Miguel Corp., Coca-Cola Bottling Corp. và Shemberg. Thành phố Mandaue cũng chiếm phần lớn lượng xuất khẩu đồ nội thất của Philippines, do vậy là thủ phủ của ngành này tại đảo quốc.
Địa phương kết nghĩa
- Bacolod
- Baguio
- Butuan
- Dumaguete
- Marikina
- Bacău, Romania[3]
- Mosul, Iraq[4]